# Julie Tatham
Julie Tatham (* 1. Juni 1908 in Flushing als Julie Campbell; † 7. Juli 1999 in Alexandria, New York) war eine US-amerikanische Schriftstellerin, die durch verschiedene Jugendbuchreihen populär wurde. Ihre populärste Jugendbuchserie war Trixie Belden, die unter dem Namen Julie Campbell veröffentlicht wurde.
Julie Campbell war Tochter eines amerikanischen Armee-Offiziers, mit dem sie in ihrer Kindheit viel reiste. Schon im Alter von acht Jahren gewann sie einen Schreibwettbewerb.
Am 30. März 1933 heiratete sie Charles Tatham Jr., mit dem sie zusammen für zahlreiche Magazine schrieb und auch Kurzgeschichten verfasste. In den 40er Jahren hatte sie eine eigene Verlagsagentur. Als der große Verlag Western Publishing preisgünstige Autoren für Jugendbuchserien suchte, bewarb sie sich mit insgesamt vier Serien, darunter auch Trixie Belden, von denen sie selbst zwei verfasste und zwei weitere ihren eigenen Autoren Hal Burton und Henry Cutler überließ.
Unter ihrem Geburtsnamen Julie Campbell veröffentlichte sie dann bei Western Publishing in den Jahren 1948 bis 1956 die beiden Serien Ginny Gordon und Trixie Belden. In dieser Zeit übernahm sie auch die Serien Cherry Ames und Vicki Barr, die unter ihrem Ehenamen Julie Tatham veröffentlicht wurden.
Nachdem sie sechs Bände der sehr erfolgreichen Serie Trixie Belden geschrieben hatte, veräußerte sie die Rechte an den Charakteren an Western Publishing, die die Serie von Ghostwritern weiterführen ließen. Danach trat Campbell nicht mehr als Schriftstellerin in Erscheinung.
Sie starb verwitwet im Alter von 91 Jahren in Alexandria im US-Bundesstaat New York.